# Лецівка
Леці́вка — село в Україні, у Калуському районі Івано-Франківської області. Входить до складу Дубівської сільської громади. Населення становить 414 осіб.

## Історія
У 1648 році мешканці села брали активну участь у народному повстанні, за що їх очікувала кривава розправа після відходу Хмельницького.
У 1939 році в селі мешкало 900 осіб (890 українців, 5 поляків та 5 євреїв).
40 мешканців села воювали в УПА, 39 загинули, а 1 пройшов сибірські концтабори. Убили окупанти також десятки мирних жителів, у 1947 році вивезли 23 родини в Карагандинську область, у 1949 році — 31 родину в Бурят-Монгольську АРСР, у 1950 році село зруйнували, а мешканців вивезли у Миколаївську та Херсонську області. По смерті Сталіна люди пробували повертатися у село, але їм забороняли будувати хати — тулилися у землянках та пивницях, згодом дозволили.

## Населення

### Мова
Розподіл населення за рідною мовою за даними перепису 2001 року:
| Мова       | Кількість | Відсоток |
| ---------- | --------- | -------- |
| українська | 414       | 100%     |

## Церква
Церква Покрови Пресвятої Богородиці села Лецівка згадується у реєстрі духовенства, церков і монастирів Львівської єпархії 1708 року. Наступна церква збудована на місці давнішої у 1813 році. У 1950 році з церкви здерли бляху, за наступні роки внутрішній інтер'єр церкви був знищений. 

## Відомі люди
- отець Богачевський Теодор — літератор, парох села Лецівка (УГКЦ), посол до Галицького сейму 8-ої каденції від округу Долина — Болехів — Рожнятів[6].